# Ayşe Deniz Karacagil

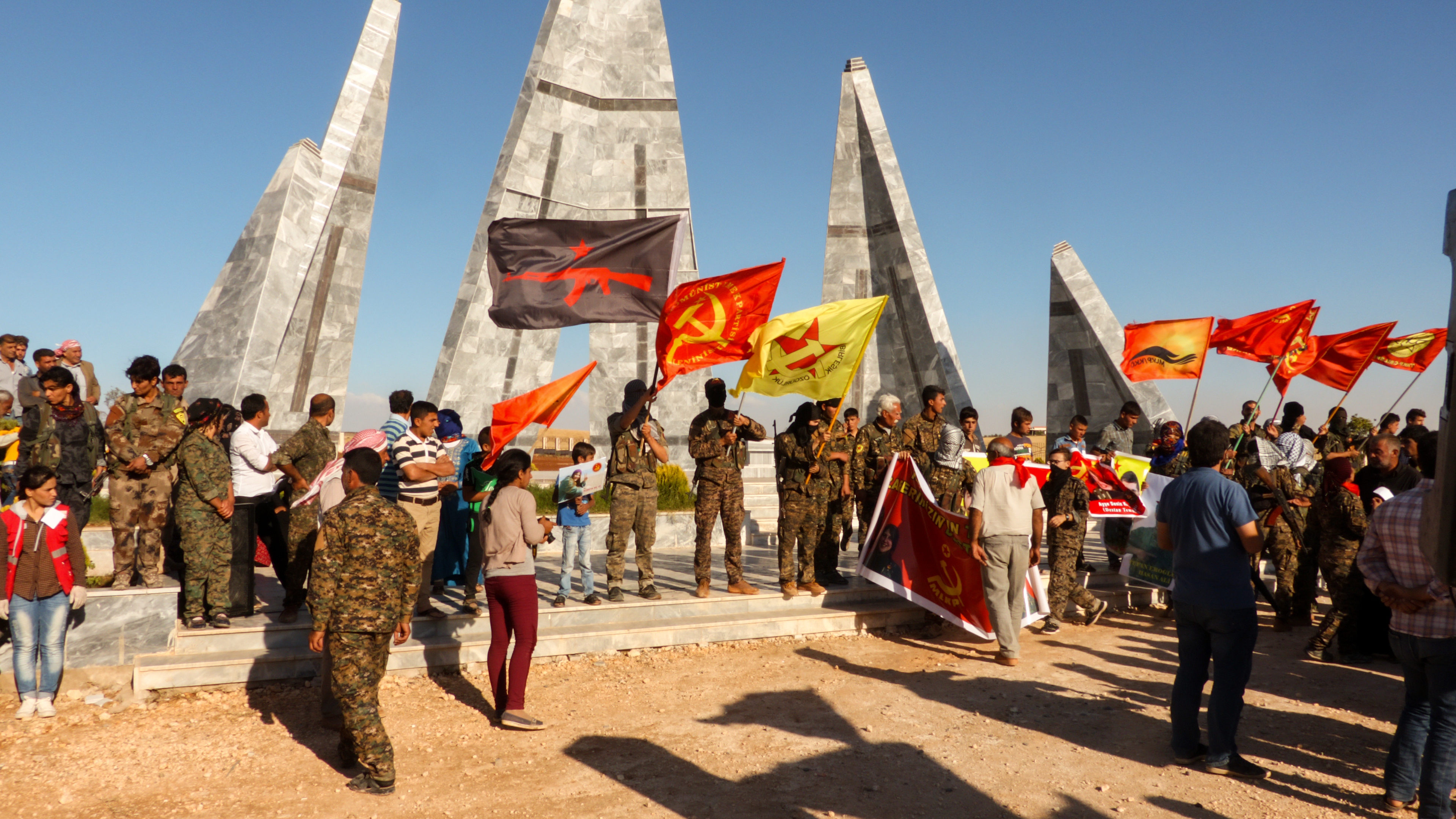
Leden van het Internationaal Vrijheidsbataljon bij de begrafenis van Karacagil op de Martelarenbegraafplaats, Kobani, juli 2017

Ayşe Deniz Karacagil (Ankara, 23 augustus 1993 - nabij Raqqa, 29 mei 2017), ook bekend als Destan Temmuz, was een Turkse activiste die met de Marxistisch-Leninistische Communistische Partij in het Internationale Bevrijdingsbataljon vocht tijdens het Rojava-conflict van de Syrische Burgeroorlog.

## Biografie
Karacagil trok nationale aandacht in Turkije tijdens haar betrokkenheid bij de protesten in 2013 in Gezi Park. Ze werd gedood door de Islamitische Staat (in Irak en de Levant) in het Raqqa-subdistrict tijdens de Raqqa-campagne. Ze ligt begraven op de begraafplaats van de Martelaren, in Kobanî.
Haar ouders werden in Turkije vervolgd wegens terrorisme omdat ze tijdens de begrafenis in Syrië met opgeheven vuist hadden gegroet. In mei 2018 werden ze uiteindelijk vrijgesproken.